# Брзо пражњење желуца
Брзо пражњење желуца или дампинг синдром  један је од гастроинтестиналих поремећаја који се јавља када се храна, посебно шећер, пребрзо креће из желуца у дуоденум (први део танког црева) у горњем гастроинтестиналном (ГИ) тракту. Углавном је повезан са стањима након операције желуца или једњака, мада може настати и као последица шећерне болести или употребе одређених лекова. Узрокован је одсуством или недовољним функционисањем пилоричног сфинктера (залистка између желуца и дванаестопалачног црева).

## Епидемиологија
Глобална инциденција и тежина симптома код дампинг синдрома су директно повезани са обимом операције желуца.
Процењује се да 20-50% свих пацијената који су били подвргнути операцији желуца има неке симптоме дампинга. Међутим, пријављено је да само 1-5% има тешке симптоме онеспособљавања. Пријављено је да је инциденција значајног дампинга 6-14% код пацијената после трункалне ваготомије и дренаже и од 14-20% после делимичне гастректомије. Инциденца дампинг синдрома након проксималне желучане ваготомије без икакве дренажне процедуре је мања од 2%. Новије операције на желуцу, као што је проксимална гастрична ваготомија (која производи минималне поремећаје механизама пражњења желуца), повезане су са много мањом инциденцом постгастректомијских синдрома. У педијатријској популацији, дампинг синдром се описује скоро искључиво код деце која су подвргнута Нисен фундопликацији.
Смањење потребе за елективним операцијама желуца довело је до смањења учесталости постгастректомијских синдрома. У елективним операцијама пептичког улкуса у последњих 20-30 година дошло је до 10-струког смањења. Иако је овај тренд претходио појави антагониста хистамин-2 рецептора, ови лекови и инхибитори протонске пумпе су убрзали пад. Лечење и ерадикација Хелицобацтер пилори код пацијената са пептичним улкусом додатно су смањили потребу за операцијом.
Иако је потреба за елективним хируршким захватом због пептичког улкуса опала, потреба за хитном хируршком интервенцијом остала је иста током последњих 20 година. Хитна хирургија има тенденцију да више сакати стомак. Ово повећава учесталост озбиљнијих симптома.
Хирургија желуца се изводи и као део неге особа са малигнитетом желуца, или као приступ мршављењу (баријатријска хирургија). Баријатријска хирургија је једини задовољавајући дуготрајни третман за тешку гојазност (индекс телесне масе [БМИ] 40 kg/m² или већи, или 35 kg/m² или више са тешким коморбидитетима повезаним са гојазношћу, као што су дијабетес, опструктивна апнеја у сну или исцрпљујући дегенеративни артритис). Чак иу специјализованим јединицама, стопа морталитета баријатријске хирургије може бити 1%, а озбиљне компликације се могу јавити у око 10% случајева.
Отприлике 80% смртних случајева који се догоде у року од месец дана након баријатријске операције настају због цурења анастомозе, плућне емболије и респираторне инсуфицијенције. Други аутори наводе да је октреотид дуготрајног дејства дугорочно ефикасан као и поткожни октреотид, са супериорном контролом симптома како је процењено Гастроинтестиналним индексом специфичног квалитета живота, бољим одржавањем телесне тежине и вишим квалитетом живота.
Шпекулише се да несидиобластоза панкреаса или хиперплазија ћелија острваца панкреаса доприносе инфламаторном синдрому који понекад онемогућава неуролошко обнављање имунитета (НИРИС). Предложена је ресекција ове хиперплазије - и стога уклањање претераног инсулинског одговора.
Демографија у вези са полом
У учесталости постгастректомијских синдрома постоји превласт жена.

## Етиологија
Дампинг се може поделити на рани и касни облик у зависности од појаве симптома у односу на време протекло након оброка.
Синдром раног дампинга који се јавља 10 до 30 минута након оброка. Настаје као последица брзог кретања течности у цревима након изненадног додавања велике количине хране из желуца. Танко црево се брзо шири због присуства хипертоничних/хиперосмоларних садржаја из желуца, посебно слатке хране. Ово узрокује симптоме због померања течности у лумен црева, са контракцијом запремине плазме и акутном дистенцијом црева. Може доћи до осмотске дијареје, дистензије танког црева што доводи до грчевитог бола у стомаку и смањеног волумена крви.
Синдром касног дампинга који се јавља 2 до 3 сата након оброка. Настаје као последица  прекомерног кретања шећера у цревима, што подиже ниво глукозе у крви и у телу узрокује да панкреас повећа ослобађање хормона инсулина. Повећано ослобађање инсулина изазива брз пад нивоа глукозе у крви, стање познато као алиментарна хипогликемија, или низак ниво шећера у крви.
Оба облика се јављају због брзог уношења великих количина осмотски активних чврстих материја и течности у дуоденум. Ово је директан резултат промена у функцији складиштења желуца и/или механизма пражњења пилоруса.
Озбиљност дампинг синдрома је пропорционална брзини пражњења желуца. Након оброка, желудац преузима своју функцију резервоара како би омогућио почетну хемијску варење киселином и протеазама пре преношења хране у антрум. У антруму, контракције велике амплитуде тритурирају чврсте материје. Када се чврсте материје смање на 1-2 mm, могу да се испразне кроз пилорус. Интактни пилорус има функцију раздвајања која спречава пролазак већих честица у дуоденум. Пражњење желуца контролише фундусни тон, антропилорични механизми и дуоденална повратна спрега. 
Хирургија желуца мења ове механизме на неколико начина. Ресекција желуца може смањити фундус резервоара, чиме се смањује пријемчивост желуца за оброк. Слично, ваготомија повећава тонус желуца, ограничавајући смештај.
Свака операција у којој се пилорус уклања, заобилази или уништава повећава брзину пражњења желуца. Дуоденална повратна инхибиција пражњења желуца се такође губи након бајпаса дуоденума гастројејуностомијом. Убрзано рано пражњење желуца течности је карактеристична и критичан корак у патогенези дампинг синдрома.
Операцијом се мења функција слузокоже желуца, смањује се лучење киселине и ензима. Такође, негативно утиче на хормонске секреције које одржавају гастричну фазу варења.

## Дијагноза
Дијагноза дампинг синдром првенствено је на основу:
- Знакова и симптома, док тестови могу помоћи да се потврди дампинг синдром и да се искључе друга стања са сличним симптомими[1]

### Тестови
- Модификовани орални тест толеранције глукозе проверава колико добро инсулин ради са ткивима која апсорбују глукозу. Низак ниво шећера у крви између 120 и 180 минута након испијења раствора указује на овај синдром
- Повећања хематокрита за више од 3 процента на 30 минута указује на овај синдром

- Повећање пулса за више од 10 откуцаја у минути након 30 минута указује на овај синдром

- Сцинтиграфски тест пражњења желуца укључује конзумирање лаког оброка који садржи малу количину радиоактивног материјала. Екстерна камера скенира стомак да би лоцирала радиоактивни материјал. Радиолог мери брзину пражњења желуца након 1, 2, 3 и 4 сата од момента уноса оброка.

- Утврђивање структуре једњака, желуца и горњег танког црева ендоскопијом горњег дела ГИ система. Гастроентеролог пажљиво уноси ендоскоп низ једњак у стомак и дванаестопалачно црево. Мала камера постављена на ендоскоп преноси видео слику на монитор, омогућавајући детаљно испитивање цревне слузнице.
- Серија рендген снимања горњег ГИ  тракта, испитује танко црево. Током поступка, особа ће стајати или седети испред рендгенског апарата и пити баријум, који облаже танко црево, чинећи да се знаци зачепљења или других компликација операције желуца јасније виде на рендгенском снимку.

## Терапија
У почетку, пацијенти са овим стањем треба да се лече модификацијама у исхрани и октреотидом. Посебну пажњу треба посветити статусу исхране пацијента. Ако медицински третман не успе да обезбеди адекватно олакшање симптома, треба пприменити неку од хируршких метода, уз разумевање да чак ни хируршка интервенција можда неће бити успешна.
Превенција дампинг синдрома је пожељнија од лечења његових симптома.

### Медикаментна терапија

#### Терапија акарбозом
Употреба акарбозе, инхибитора алфа-гликозид хидролазе, омета апсорпцију угљених хидрата и на тај начин може смањити временско кашњење између хипергликемије и инсулинског одговора. Ово може довести до подударања врха нивоа глукозе и инсулина и на тај начин спречити хипогликемијске симптоме код пацијената са касним дампингом. 
Имхоф и сарадници су показали да акарбоза производи 5 пута смањење нивоа постпрандијалног глукагону сличног пептида 1, што заузврат може довести до смањења ослобађања инсулина.
Употреба акарбозе може бити ограничена појавом пролива који је последица ферментације неапсорбованих угљених хидрата, што се манифестује повећаним излучивањем водоника преко даха и симптомима као што је надимање.
Акарбоза одлаже производњу моносахарида инхибирајући алфа-глукозидазе повезане са рубом црева. Ови ензими су одговорни за варење сложених полисахарида и сахарозе.

#### Терапија октреотидом
Соматостатин и његов синтетички аналог октреотид коришћени су са краткорочним успехом код пацијената са дампинг синдромом, али је дугорочна ефикасност октреотида много неповољнија. Они врше снажан инхибиторни ефекат на ослобађање инсулина и неколико хормона који потичу из црева.
Код пацијената са дампинг синдромом, октреотид вероватно смањује пражњење желуца враћањем миграционог моторног комплекса на ниво наташте.
Ефикасност октреотида у контроли симптома како раног тако и касног дампинга је доказана у неколико рандомизованих контролних испитивања.
Механизми деловања октреотида код дампинг синдрома су следећи:
- Кашњење у убрзаном почетном пражњењу желуца

- Кашњење времена проласка кроз танко црево

- Инхибиција ослобађања ентералног хормона

- Индукција цревног обрасца поста

- Инхибиција ослобађања инсулина

- Спланхничка вазоконстрикција

- Инхибиција постпрандијалне вазодилатације

Уобичајена почетна доза октреотида је 50 mcg која се даје субкутано два пута дневно 30 минута пре сваког оброка. Доза се може повећати ако мање дозе нису ефикасне; међутим, веће дозе су ретко ефикасне ако мање дозе не делују.
Октреотид побољшава симптоме код око 90% пацијената са тешким дампингом отпорним на друге облике медицинских интервенција.

### Хируршка терапија
Узимајући у обзир анатомске факторе који се односе на овај синдром требало би ако је то могуће, одредите тачан тип потребне хируршке процедуре. Предложене су бројне методе алиментарне реконструкције за лечење дампинг синдрома.
Проксимална желучана ваготомија је тренутно поступак избора за хируршко лечење улкусне болести. Иако је дуготрајна стопа рецидива чира већа након ове процедуре у поређењу са антректомијом и трункалном ваготомијом, она има најмању инциденцу постоперативног дампинга и пролива. Ако је неопходна опсежнија операција, ресекција је пожељнија од гастројејуностомије, јер смањује стопу дампинг синдрома у поређењу са пилоропластиком или гастројејуностомијом у петљи.
Хируршка интервенција се може размотрити и код пацијената чије је стање рефракторно на лечење или код пацијената који не желе да наставе медицинску терапију. Пацијентима треба приступити конзервативно, јер већина пацијената временом напредује, а хируршка интервенција није увек ефикасна.
Неколико хируршких процедура је осмишљено да исправи симптоме дампинга, а то су:
- хируршко сужавање гастројејуналне стоме,

- конверзију Билрот 2 анастомозе у Билрот 1 гастродуоденостомију,

- интерпозицију јејунума,

- конверзију у гастројејуностомију по Роук-ен-И и

- реконструкцију пилоруса.

Ниједна дугорочна студија није проценила ефикасност ових процедура. Штавише, ниједна контролисана студија није испитала ефикасност једне процедуре у поређењу са другом.
За рани рак желуца, постоперативни исход је бољи код оних који имају гастректомију са очувањем пилоруса.   Међутим код, око једне четвртине пацијената који су подвргнути гастректомији која је сачувала пилорус може имати довољно симптоматско одложено пражњење желуца да би квалитет њиховог живота могао бити умањен.